# Вепхвадзе Іван Олексійович
Іван Олексійович Вепхвадзе (груз. ივანე ალექსის ძე ვეფხვაძე; нар. 25 січня 1888, Тифліс — пом. 13 січня 1971, Тбілісі
) — грузинський, радянський живописець, Заслужений діяч мистецтв Грузинської РСР (наказ 24 лютого 1941 року № 338), Народний артист Грузинської РСР, нагороджений орденом Трудового Червоного прапора, член Спілки художників СРСР.

## Біографія
Народився 25 січня 1888 року у сім'ї дрібного торговця.
З дитинства прагнув до малювання і батьки всіляко сприяли розвитку мистецьких навичок. Спочатку займався у художників-самоучок: Григорьянца, Зазіашвілі. Після чого починає самостійну творчу роботу, пише кіноплакати.
У 1924 році Гіго Габашвілі звернув увагу на талановито виконані кіноплакати, розшукав художника і направив його до Академії мистецтв. Там Іван Вепхвадзе навчався до 1927 року.
У 1929 році ним оформлено Зоологічне відділення Державного музею Грузії.
Писав портрети, міські пейзажі, жанрові картини
Працював у жанрі портрета та історико-революційному жанрі в радянський час.
Навчався у Тифліській Академії мистецтв (1924—1927) у Георгія Габашвілі.
Створив твори, присвячені історії СРСР. Він працював у жанрі портрета, пейзажу, жанрової картини і кіноплаката.
Автор книги «Спогади і портрети». Книга написана грузинською мовою й описує дитячі та юнацькі роки до 1914 року. Там же він описує своїх сучасників — художників.
Помер 13 січня 1971 року.
Похований у Дідубійському пантеоні письменників і громадських діячів.
Син Олексій Іванович Вепхвадзе
Онук Джованні (Іван) Олексійович Вепхвадзе
Правнуки Доменіка і Бруно Вепхвадзе, обидва художники

## Виставкова діяльність
Іван Вепхвадзе — постійний учасник республіканських та всесоюзних виставок. Брав участь у виставках з 1927 року. Член «Товариства грузинських художників» 1924—1927; «Асоціація художників революції (РЕВМАС)» з 1929 (співзасновник).
Важливі виставки:
- «Індустрія соціалізму», Москва, 1939;
- «Всесоюзна художня виставка», Москва, 1950.

Для грузинського павільйону Всесоюзної сільськогосподарської виставки у Москві 1939 р. була написана велика композиція: «Першотравнева демонстрація в 1901 році». Був нагороджений грамотою і червоним патефоном (патефон є в наявності у нащадків художника, оповідання Джованні Вепхвадзе «Червоний патефон» [Архівовано 15 листопада 2017 у Wayback Machine.])

## Творчість
Галерея художника на сайті Артлиб [Архівовано 17 березня 2015 у Wayback Machine.]

## Нагороди
- Заслужений діяч мистецтв Грузинської РСР — наказ 24 лютого 1941 року № 338 (фото)
- Орден «Трудового Червоного прапора» 15 квітня 1941 року (книжка -орден)
- Медаль «За оборону Кавказу» 28 листопада 1945 року (посвідчення і медаль)
- Медаль «За доблесну працю у Великій Вітчизняній війні» 24.02.1946 (книжка-медаль)
- Нагрудний значок «Відмінник культурного шефства над збройними силами СРСР» — 1 квітня 1965 (книжка-значок)

## Публікації
- Вепхвадзе Иван. Буклет. Серия «Художники Грузии», Тбилиси,1958
- «В мастерской художников Вепхвадзе — отца и сына». — газета «Вечерний Тбилиси», 1966, 16 апреля
- Каталог выставки картин заслуженного деятеля искусств Груз. ССР художника И.Вепхвадзе. Тбилиси, 1948. Грузинською мовою
- Каталог картин заслуженного деятеля искусств Груз. ССР Ивана Алексеевича
- Вепхвадзе. Союз художников Груз. ССР. Художественный фонд Груз. ССР. Вступительная статья И.Урушадзе. Тбилиси, 1964. На груз. и русск. яз.
- Канделаки Г. Многие годы — тема единая. — «Советская культура», 1969, 22 апреля.
- Квасхвадзе Ш. Путь художника. — «Литературули газети», Тбилиси, 1964. 22 мая. Грузинською мовою
- Меликишвили Н. Путь художника. — «Вечерний Тбилиси», 1968, 10 февраля
- Портной С. Велика наша любовь. — «Вечерний Тбилиси», 1969, 3 марта.
- Элиашвили Н. На выставке художника И.Вепхвадзе. — «Ахалгазрда комунисти», Тб., 1964, 12 мая. Грузинською мовою

## Додаткова література
- П. И. Лебедев, В. М. Зименко, К. С. Кравченко. Искусство, рождённое Октябрём. — Советский художник, 1967, 1967. — С. 79.
- В. В. Беридзе, Н. А. Езерская. Искусство советской Грузии, 1921-1970: живопись графика, скульптура. — Советский художник, 1975. — С. 102.
- В. П. Сысоев. Молодые советские художники: живопись, скульптура, графика. — Изобразительное искусство, 1982. — С. 16.